# Liste des maires de Pointe-à-Pitre
Cet article dresse une liste par ordre de mandat des maires de Pointe-à-Pitre.

## Liste des maires

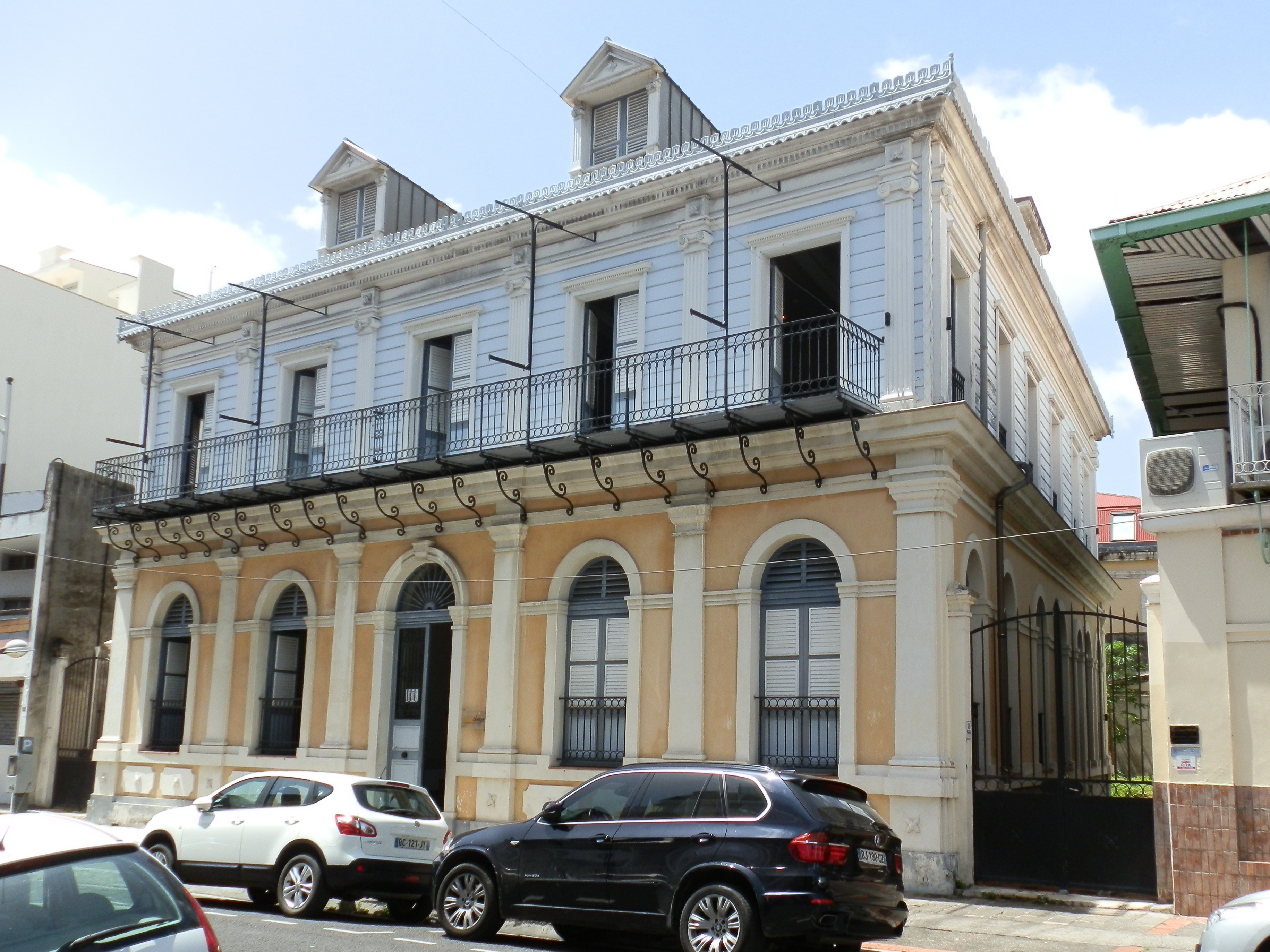
L'ancien hôtel de ville de Pointe-à-Pitre.

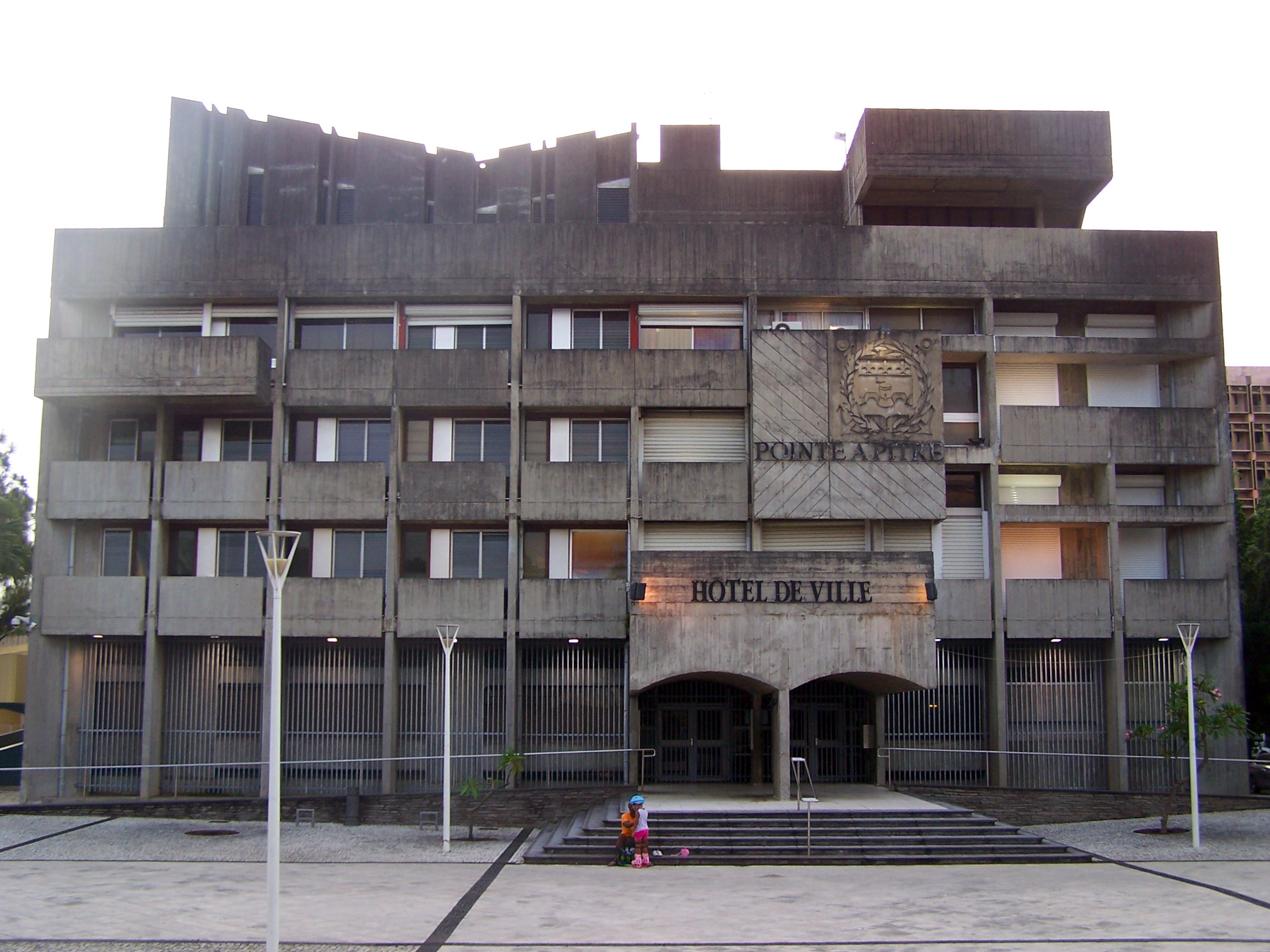
L'actuel hôtel de ville de Pointe-à-Pitre.

| Période                                  | Période         | Identité                           | Étiquette     | Qualité |
| ---------------------------------------- | --------------- | ---------------------------------- | ------------- | --- |
| Les données manquantes sont à compléter. |                 |                                    |               | |
| 1823                                     | 1828            | Adrien Thionville                  |               | |
| 1828                                     | 1831            | Henry Vésine-Larue                 |               | |
| 1831                                     | 1837            | Jean-Baptiste Bigeon               |               | |
| 1838                                     | 1841            | Mosés Hart                         |               | |
| 1841                                     | 1843            | Jacques Caillou                    |               | |
| 1843                                     | 1850            | Théodore Antoine Champy            |               | |
| 1850                                     | 1850            | Louis Joseph Lisout                |               | |
| 1850                                     | 1851            | Adolphe Cottin                     |               | |
| 1851                                     | 1852            | Henri Portier                      |               | |
| 1852                                     | 1856            | Gratien-Fabien Caussade            |               | |
| 1856                                     | 1859            | Auguste Thionville                 |               | |
| 1859                                     | 1861            | Charles Anatole Léger              |               | Notaire Président du conseil général de la Guadeloupe (1859-1875)                                                                                           |
| 1861                                     | 1863            | Auguste Thionville                 |               | |
| 1863                                     | 1863            | Eugène Picard                      |               | |
| 1863                                     | 1864            | Jules Planel-Arnoux                |               | |
| 1864                                     | 1871            | Charles Emmanuel Saint-Clair Jugla |               | |
| 1871                                     | 1877            | Alcide Léger                       |               | |
| 1877                                     | 1882            | Célestin Nicolas (1er maire élu)   |               | Entrepreneur, commerçant |
| 1882                                     | 1897            | Armand Hanne                       |               | Docteur |
| 1897                                     | 1900            | Charles Danae                      |               | |
| 1900                                     | 1904            | Régis Deumie                       |               | |
| 1904                                     | 1908            | Hégésippe Jean Légitimus           | SFIO          | Journaliste Conseiller général de Lamentin (1893-) Président du conseil général de la Guadeloupe (1898-) Député Chevalier de la Légion d'honneur            |
| 1908                                     | 1911            | Émile Fleurot                      |               | |
| 1911                                     | 1914            | Achille René-Boisneuf              | PRRRS         | Avocat Conseiller général Président du conseil général de la Guadeloupe (1913-1922) Député                                                                  |
| 1914                                     | 1918            | Wilfrid Bouchaud                   |               | |
| 1918                                     | 1919            | Armand Jean-François               | PRRRS         | Avocat Conseiller général Député |
| 1919                                     | 1922            | Achille René-Boisneuf              | PRRRS         | Avocat Conseiller général Président du conseil général de la Guadeloupe (1913-1922) Député                                                                  |
| 1922                                     | 1928            | Armand Jean-François               | PRRRS         | Avocat Conseiller général Député |
| 1928                                     | 1929            | Adrien Fidelin                     |               | |
| 1929                                     | 1942            | René Wachter                       |               | |
| 1942                                     | 1943            | Adrien Questel                     |               | |
| 1943                                     | 1945            | René Wachter                       |               | |
| 1945                                     | 1947            | Paul Valentino                     | SFIO          | Ingénieur technico-commercial Conseiller général de Pointe-à-Pitre (1937-) Député Titulaire de la médaille de la Résistance Officier de la Légion d'honneur |
| 1947                                     | 1951            | Adrien Bourgarel                   | UNR           | Médecin Conseiller général de Pointe-à-Pitre-1 (1955-1961)                                                                                                  |
| 11 janvier 1951                          | 11 janvier 1951 | Amédée Fengarol                    | PCF           | Instituteur Conseiller général de Pointe-à-Pitre (1949-) |
| 1951                                     | 1959            | Paul Valentino                     | SFIO          | Ingénieur technico-commercial Conseiller général de Pointe-à-Pitre (1937-) Député Titulaire de la médaille de la Résistance Officier de la Légion d'honneur |
| 1959                                     | 1965            | Hector Dessout,                    | PCG puis DVG  | Professeur de lycée |
| 1965                                     | 2008            | Henri Bangou                       | PCG puis PPDG | Cardiologue Conseiller général de Pointe-à-Pitre-4 (1967-1985) Conseiller général de Pointe-à-Pitre-3 (1985-1989) Sénateur                                  |
| 2008                                     | juillet 2019    | Jacques Bangou                     | PPDG          | Gynécologue 2e adjoint au maire (-2008) Président de la CA Cap Excellence Conseiller général de Pointe-à-Pitre-1 (2004-2015)                                |
| juillet 2019                             | juin 2020       | Josiane Gatibelza                  | PPDG          | 1re adjointe au maire (-2019) |
| juin 2020                                | en cours        | Harry Durimel                      | CELV          | Avocat Conseiller régional de la Guadeloupe (2010 → ) Conseiller municipal de Pointe-à-Pitre (2010 → 2020)                                                  |